# 포니테일과 슈슈
〈포니테일과 슈슈〉 (ポニーテールとシュシュ 포니테루토슈슈[*])는 일본의 아이돌 AKB48의 메이저 16번째 싱글이다. 2010년 5월 26일에 발매됐다.
오리콘 연간 5위(등장회수 86주), 싱글트랙 다운로드 밀리언, CD렌탈 연간 9위, 가라오케 연간 7위, 유튜브 조회수 약 6천만, 빌보드재팬 핫100 연간 13위

## 미디어에서의 사용
포니테일과 슈슈
- NTV 《역시! 하이스쿨》 닫는 곡
- 후지 TV 《퀴즈! 도레미파동!!~예능인 최강 인트로 왕 결정전~》 닫는 곡
- 이토요카도 “이토요카도 2010 Summer Collection” ‘사랑 수영복 편’ ‘사랑 유카타 편’ CM송
- 패밀리 극장 《AKB48 네모우스 TV》 시즌 4 여는 곡

나의 YELL
- 지바 TV 《고교 야구 다이제스트》 삽입곡
- NTV 《첫 심부름'10항》 삽입곡

## 수록곡
CD
| #  | 제목                                                               | 작사            | 작곡              | 편곡 | 재생 시간 |
| -- | ------------------------------------------------------------------ | --------------- | ----------------- | ---- | --------- |
| 1. | 〈ポニーテールとシュシュ 포니테루토 슈슈[*]→포니테일과 슈슈〉      | 아키모토 야스시 | 다다 신야         | 4:31 |           |
| 2. | 〈盗まれた唇 누스마레타 구치비루[*]→훔친 입술〉 (アンダーガールズ) | 아키모토 야스시 | 이노우에 요시마사 | 4:01 |           |
| 4. | 〈ポニーテールとシュシュ〉 (off vocal ver.)                        |                 | 다다 신야         |      |           |
| 5. | 〈盗まれた唇〉 (off vocal ver.)                                    |                 | 이노우에 요시마사 |      |           |

| #  | 제목                                  | 작사            | 작곡            | 편곡 | 재생 시간 |
| -- | ------------------------------------- | --------------- | --------------- | ---- | --------- |
| 3. | 〈僕のYELL 보쿠노 YELL[*]→나의 YELL〉 | 아키모토 야스시 | 다카후미 후지노 | 5:06 |           |
| 6. | 〈僕のYELL〉 (off vocal ver.)         |                 | 다카후미 후지노 |      |           |

| #  | 제목                                                                  | 작사            | 작곡            | 편곡 | 재생 시간 |
| -- | --------------------------------------------------------------------- | --------------- | --------------- | ---- | --------- |
| 3. | 〈マジジョテッヘンブース 마지죠 텟펜 블루스[*]→마지여고 정상 블루스〉 | 아키모토 야스시 | 이치카와 유이치 | 5:06 |           |
| 6. | 〈マジジョテッヘンブース〉 (off vocal ver.)                           |                 | 이치카와 유이치 |      |           |

| #  | 제목                                                                  | 재생 시간 |
| -- | --------------------------------------------------------------------- | --------- |
| 1. | 〈ポニーテールとシュシュ 포니테루토 슈슈[*]→포니테일과 슈슈〉         |           |
| 2. | 〈盗まれた唇 누스마레타 구치비루[*]→훔친 입술〉                       |           |
| 3. | 〈僕のYELL 보쿠노 YELL[*]→나의 YELL〉                                 |           |
| 4. | 〈マジジョテッヘンブース 마지죠 텟펜 블루스[*]→마지여고 정상 블루스〉 |           |

DVD
| #  | 제목                       | 감독            | 재생 시간 |
| -- | -------------------------- | --------------- | --------- |
| 1. | 〈ポニーテールとシュシュ〉 | 타카하시 에이키 |           |
| 2. | 〈盗まれた唇〉             | 사이토 타츠야   |           |

| #  | 제목         | 감독            | 재생 시간 |
| -- | ------------ | --------------- | --------- |
| 3. | 〈僕のYELL〉 | 마우야카 타케시 |           |

| #  | 제목                       | 감독        | 재생 시간 |
| -- | -------------------------- | ----------- | --------- |
| 3. | 〈マジジョテッヘンブース〉 | 사토 후토시 |           |

## 선발 멤버
굵은 글씨는 프린트된 멤버
포니테일과 슈슈
(센터 : 타카하시 미나미, 마에다 아츠코)
- AKB48:코지마 하루나, 시노다 마리코, 다카조 아키, 타카하시 미나미, 마에다 아츠코, 이타노 토모미, 오시마 유코, 오노 에레나, 미네기시 미나미, 미야자와 사에, 카사이 토모미, 카시와기 유키, 키타하라 리에, 미야자키 미호, 와타나베 마유
- SKE48:마츠이 쥬리나

※ 다카조 아키는 첫 선발. 오노 에레나, 미네기시 미나미, 카사이 토모미는 〈RIVER〉 이후 약 7개월 만의 선발 복귀했다.
훔친 입술 (‘언더 걸즈’ 명의)
(센터 : 마츠이 레나, 마에다 아미)
- AKB48:이와사 미사키, 오타 아이카, 카타야마 하루카, 쿠라모치 아스카, 사시하라 리노, 마에다 아미, 아키모토 사야카, 키쿠치 아야카, 니토 모에노, 후지에 레이나, 오쿠 마나미, 코모리 미카, 사토 아미나, 사토 스미레
- SKE48:마츠이 레나, 야가미 쿠미

나의 YELL
- AKB48:마쓰바라 나쓰미, 나카가와 하루카, 나카타 지사토, 나카야 사야카, 오야 시즈카, 마쓰이 사키코, 나카쓰카 토모미, 노나카 미사토, 다나베 미쿠, 우치다 마유미, 우메다 아야카, 요네자와 루미, 지카노 리나, 히라지마 나츠미, 이시다 하루카, 코바야시 카나, 마스다 유카, 사토 나쓰키, 스즈키 마리야, 후지모토 사라, 이시구로 아츠키, 키누모토 모모코, 모리 안나, 나가오 마리야, 나카무라 마리코, 오바 미나, 사노 유카, 시미자키 하루카, 시마다 하루카, 다카마쓰 에리, 다케우치 미유, 우에키 아사카, 야마구치 스즈란, 요코야마 유이

마지조 텟펜 불루스
- AKB48:고지마 하루나, 구라모치 아스카, 마에다 아미, 오타 아이카, 사시하라 리노, 시노다 마리코, 다카조 아키, 다카하시 미나미, 아키모토 사야카, 이타노 도모미, 미야자와 사에, 니토 모에노, 오시마 유코, 오노 에레나, 가사이 도모미, 가시와기 유키, 기타하라 리에, 고모리 미카, 미야자키 미호, 오쿠 마나미, 와타나베 마유
- SKE48: 마쓰이 주리나, 마쓰이 레나
- SDN48: 나츄